# Vecteur d'état orbital
- (en) Cet article est partiellement ou en totalité issu de l’article de Wikipédia en anglais intitulé « Orbital state vectors » (voir la liste des auteurs).

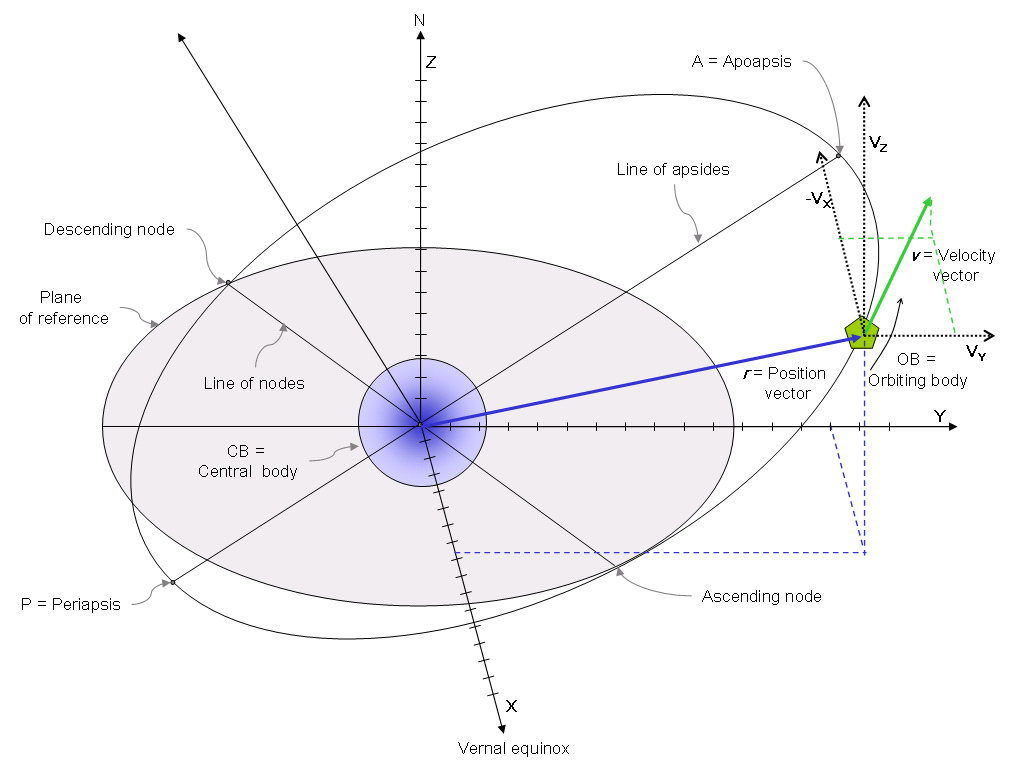
Vecteur de position orbitale, vecteur de vitesse orbitale, autres éléments orbitaux

En mécanique spatiale les vecteurs d'états orbitaux (parfois vecteurs d'états) d'une orbite sont des vecteurs cartésiens de position ({\displaystyle \mathbf {r} }) et vitesse ({\displaystyle \mathbf {v} }) qui avec leur époque ({\displaystyle t}) déterminent de manière unique la trajectoire de l'objet en orbite dans l'espace:154.
Plusieurs formes des vecteurs d'états orbitaux existent, par exemple la paire traditionnelle de position et vitesse, les Paramètres orbitaux à deux lignes (TLE) ou une matrice de covariance.

## Référentiel
Les vecteurs d'états orbitaux sont définis par rapport à un référentiel, en général mais pas toujours un référentiel galiléen. Pour les objets en orbite autour de la Terre, le référentiel galiléen centré autour de la Terre Earth-centered inertial (ECI) est défini:23 :
- L'origine se trouve au centre d'inertie de la Terre ;
- L'axe Z correspond à l'axe de rotation de la Terre, positif vers le nord ;
- Le plan X/Y correspond au plan de l'équateur avec l'axe X pointant positivement vers le point vernal et l'axe Y complétant le système droit.

Le référentiel ECI n'est pas tout à fait galiléen à cause de la lente précession des équinoxes, donc des époques standards comme B1950 ou J2000 sont communément utilisées:24.
Un grand nombre d'autres référentiels existent, selon les utilisations, par exemple centrés autour du Soleil, d'une planète ou d'une lune, le référentiel défini par le barycentre et le moment cinétique total du Système Solaire (Système de référence céleste international) ou bien celui défini par le plan d'orbite et moment cinétique d'un vaisseau spatial.

## Vecteurs de position et de vitesse
Le vecteur position {\displaystyle \mathbf {r} } donne la position du corps dans le référentiel choisi, le vecteur vitesse {\displaystyle \mathbf {v} } donne sa vitesse dans le même référentiel au même instant. Ensemble, ces deux vecteurs et le temps auquel ils sont valides définissent de manière unique la trajectoire du corps comme décrit par l'orbitographie. On peut en effet démontrer que partant de la loi de la gravitation universelle de Newton, une accélération {\displaystyle {\ddot {\mathbf {r} }}=-GM/r^{2}} est provoquée par un corps au centre de l'orbite dont le produit de masse et constante de gravitation est {\displaystyle GM}. La position et la vitesse sont alors les valeurs initiales de la solution unique à une équation différentielle de second degré pour {\displaystyle \mathbf {r} (t)}.
Le corps n'est même pas obligé de se trouver en orbite pour déterminer sa trajectoire ; il suffit qu'il suive un mouvement balistique, c'est-à-dire un mouvement seulement dicté par sa propre inertie et la gravitation. C'est le cas par exemple d'un vaisseau spatial ou d'un missile en trajectoire suborbitale. Si d'autres forces telles une résistance atmosphérique agissent sur le corps, celles-ci doivent être additionnées à la gravitation pour déterminer la position et la vitesse.
Pour tout un objet en mouvement dans l'espace, le vecteur vitesse est tangent à sa trajectoire. Si {\displaystyle {\hat {\mathbf {u} }}_{t}} est le vecteur unitaire tangent à la trajectoire, alors :
{\displaystyle \mathbf {v} =v{\hat {\mathbf {u} }}_{t}}

### Dérivation
Le vecteur vitesse {\displaystyle \mathbf {v} \,} peut être calculé depuis le vecteur position {\displaystyle \mathbf {r} } en utilisant la dérivation par rapport au temps :
{\displaystyle \mathbf {v} ={\frac {d\mathbf {r} }{dt}}}
C'est facile de calculer les éléments d'orbite depuis le vecteur d'état orbital d'un objet et inversement. Chaque représentation a ses avantages. Les éléments d'orbite décrivent plus directement la taille, forme et orientation d'une orbite et on peut facilement et rapidement estimer l'état d'un objet à un temps donné si le mouvement est décrit de manière suffisamment correcte comme problème à deux corps avec seulement de petites perturbations.
D'un autre coté, le vecteur d'état orbital peut être utilisé plus directement dans un calcul numérique d'une intégrale qui prend en compte des perturbations significatives, arbitraires et changeant avec le temps comme la résistance atmosphérique ou des corps tiers.
On peut facilement calculer le moment cinétique spécifique depuis les vecteurs d'états orbitaux ({\displaystyle \mathbf {r} } et {\displaystyle \mathbf {v} }) :
{\displaystyle \mathbf {h} =\mathbf {r} \times \mathbf {v} }
Même les satellites en orbite basse autour de la Terre sont sujet à des perturbations dues à la non-sphéricité de la Terre, la pression de rayonnement du Soleil, les marées lunaires et la résistance atmosphérique. Donc les éléments d'orbite sont valides seulement à un court moment dans le temps et doivent être recalculés souvent pour déterminer l'état orbital de l'objet. Ces éléments sont appelés osculateurs car il coïncident avec l'orbite réelle seulement à un endroit.